# Trianaea spectabilis
Trianaea spectabilis là loài thực vật có hoa trong họ Cà. Loài này được Cuatrec. miêu tả khoa học đầu tiên năm 1958.